# H2 (漫画)
『H2』（エイチツー）は、あだち充による日本の漫画作品。『週刊少年サンデー』（小学館）にて、1992年32号から1999年50号まで連載された。

## 概説
高校野球をテーマとした長編野球漫画。2人の野球少年であるヒーローと2人のヒロインの、野球にかける青春と恋を描く。
単行本は小学館：少年サンデーコミックスより全34巻、同ワイド版より全17巻、小学館文庫より全20巻。2018年8月時点でシリーズ累計発行部数は5500万部を突破している。同年には「サンデーうぇぶり」にて電子版が連載を開始。
映像では、1996年4月にサンデーCM劇場でアニメ化、1995年にアニメ版が、2005年1月から3月まで実写ドラマ版が放送された。
タイトル『H2』とは、「ヒーローふたり、ヒロインふたり」を意味する（詳細は登場人物の項を参照）。

## 制作背景

### 6年ぶりの野球漫画
本作は、あだちにとって『タッチ』の連載終了以来6年ぶりの野球漫画の連載となった。あだちは『タッチ』の終了後は女子ソフトボールを題材とした『スローステップ』、水泳を題材とした『ラフ』、時代劇ものの『虹色とうがらし』を手掛けるなど野球を避けてきたが、その理由については「掲載誌のことを考えず、自分が柱になろうという気持ちも持たず、本人が描きたい絵をただ描きました」「野球マンガを2本続けて描いたら、しんどいし、すり減っちゃうでしょう」と語っている。
ふたたび野球漫画に取り組んだ理由について、あだちはJリーグ開幕を翌年に控えた日本国内のサッカー人気の高まりへの反発や対抗心があったと語っている。また、野球の魅力を読者に伝えようと、『タッチ』以上に野球の描写へのこだわりもみせた。
なお、あだちは野球が「間のあるスポーツ」で、サッカーは選手が絶え間なく動く「間のないスポーツ」だとしている。自身の作風を「僕のマンガは”間”ばっかりだから（笑）」とし、野球との相性の良さについても言及している。

### 四角関係と結末
本作はあだち充の長編漫画では最もほろ苦い最終回を迎えるとされる。あだちは野球を真面目に描くつもりで、比呂と春華とひかりと英雄の四角関係の組み合わせを決めずに連載を開始。最後の最後まで比呂とひかりがどちらにいくかはわからない展開が繰り広げられる。主人公である比呂の初恋が敗れるという結末については、他にも収拾の仕方はあったのだろうが流れに任せていたらこうなったとコメントしている。そのほろ苦さについて問いかけられた際、「普通だったら、幼なじみの比呂と雨宮ひかりがくっつくところを、読者的には古賀春華の人気が出ちゃったので、まぁ、許してくれるかなと（笑）」と答えた。少年の思春期の出遅れとそれによる同級生の少女とのすれ違いは当初からあだちが本作のテーマとしていた要素であり、比呂とひかりの関係のターニングポイントとなる第213話「夢じゃないみたいだな」の会話において象徴的に表現されている。
結末は担当編集者とも相談して決定。通常版コミックの20巻近くまで連載が進んだ時点、比呂がまだ春華とひかりのどちらを選ぶか明確でないタイミングで配属された担当は、いち読者としては比呂がひかりへの純愛を貫くことを希望していた。しかし打ち合わせで、読者人気のある春華でなくひかりとくっつくと比呂が悪者に映ってしまうので、ひかりと英雄の幸せのために比呂が一歩退く方向で行けばまとまるのではないかという意見がどちらともなく出る。担当はその打ち合わせ以後『H2』のセリフが切れ味を増していくのを感じ、あだちが物語の結末をイメージできたのだろうと考えた。それが顕著となる第213話「夢じゃないみたいだな」の原稿を読み、担当は完成度の高さに震えたという。
春華のスチュワーデスの夢など、多くの要素を長期にわたって結実させたラストである。甲子園の準決勝までは描いたが決勝は描かなかった点も、高校野球漫画としては特徴的である。比呂・英雄の直接対決と4人の恋の決着を描くことを重視していたため、決勝について描くつもりはなかったと発言している。
あだちは読者を信用し、自作では言葉で全ては与えずに少しずつ匂わせて深読みしてもらう手法を取る。思いをあからさまに言葉にして野暮になることを避け、ちゃんと読者が受け取ってくれて伝わったと感じる時を喜びとした。その感覚は落語に教わったとし、“考えオチ”で考えてやっと意味がわかるのはすごく快感だと語っている。

## あらすじ
親友でありそしてライバルでもあるエース国見比呂とスラッガー橘英雄、比呂の幼なじみであり英雄のガールフレンドでもある雨宮ひかり、比呂が進学先の千川高校で出逢った古賀春華。名前の頭文字に「H」を持つ「2」人の野球少年であるヒーローと「2」人のヒロインを軸に話が展開する。
比呂と英雄はチームメイトで捕手の野田敦と共に中学野球で地区大会二連覇を果たすが、その後医師から比呂は肘、野田は腰にそれぞれ爆弾を持っていると診断されてしまい、野球を断念。英雄がひかりとともに野球の名門・明和第一高校へ進学したのに対し、比呂と野田は野球部の無い千川高校に進み、それぞれサッカー、水泳に取り組むことにした。
千川高校に野球部はなかったが、実は「野球愛好会」が細々と活動していた。比呂は、ひょんなことから行われることになったサッカー部と野球愛好会との野球の試合に参加するも、試合中のサッカー部員たちの野球を馬鹿にした態度を嫌い、その場でサッカー部を退部し野球愛好会へ入会する。また、たまたまこの試合を観ていた野田も一緒に入会。2人は1試合だけの参加のつもりだったが、故障の診断を行った医師が実は無免許だったのが発覚して逮捕されたことを知り、別の病院にて何の異常もないことを知ると正式に愛好会へ入会した。
そして、千川高校にて甲子園出場を果たすことを決意。「野球部」への昇格を目指すことになるが、校長が高校野球嫌いのために断られ続けていることを知る。比呂と野田は校長の息子にして名二塁手でもある柳守道の協力を得ながら、明和一との試合に勝つという校長の提示した無理難題に挑む。英雄に対抗意識を燃やす野球経験者の木根竜太郎も加わり、惜しくも試合には敗れるものの、この試合が校長の心を開くきっかけとなり野球部創設が認められる。
こうして出来上がった千川高校野球部は、マネージャー・古賀春華の兄の古賀富士夫を監督に迎えて本格稼働する。千川高校と明和第一高校はそれぞれ北東京、南東京に属しており、比呂と英雄の直接対決は、両校が甲子園出場を果たさない限り実現しない。千川高校野球部は比呂と野田のバッテリーを中心にまずは甲子園出場を目標に奮闘。
比呂たちは2年生に進級し、英雄の幼なじみである佐川周二ら新入生を加えた千川高校野球部は地区大会を勝ち進む。準決勝の相手の栄京学園高校は黒い噂が囁かれるだけでなく、監督の城山義明は古賀監督と、2年生エースの広田勝利は佐川と、それぞれ因縁を持つ相手でもあった。試合の直前に、1年生部員の島オサムと大竹文雄が、家庭の事情から広田のスパイとして潜入させられていたと発覚。だが部での交流を深めていた島と大竹は広田への反抗の覚悟を固めており、比呂も2人を受け入る。広田の肘の故障もあって千川は栄京を撃破。千川は決勝でも勝利し、比呂と英雄はともに甲子園出場（第79回全国高等学校野球選手権大会）を果たす。だが千川は明和一と対決する3回戦を前に、エース月形耕平と4番志水仁を擁する伊羽商業高校との2回戦において、比呂が足を負傷して敗退してしまう。海辺で落ち込む比呂は慰めるひかりに対し、隠していたが初恋はひかりであり、初恋では戦えなかったためせめて野球では英雄と戦いたかったと告白する。ひかりは比呂を抱き留めながらその気持ちに対して謝るが、2人の様子は比呂に想いを寄せる春華に目撃されていた。全国大会では明和一が優勝。この夏で英雄はもちろん比呂も注目選手となる。
秋季東京都野球大会、準決勝にて千川は指導者を交代し体制を一新した栄京と対戦する。一塁手に転向しラフプレーを改めた広田と熱戦を繰り広げ、比呂は勝利を掴む。明和一はこれからの全国大会に向け、新エースである1年生石元豊をあえて起用し続けて敗退しており、千川は秋季大会で優勝。春の選抜高校野球大会出場を確実なものとする。練習を積み重ねる中で比呂と春華が急接近する一方、英雄とひかりは気持ちのすれ違いが続いていた。春の選抜で千川は優勝し、甲子園にて前年の夏の優勝チームとその年の春の優勝チームで最後の夏を戦うという英雄の希望がいよいよ現実味を帯びる。その後ほどなくしてひかりの母が急死。ひかりと息子同然に可愛がられていた比呂は激しく落ち込み、同じ痛みを共有できる絆を再確認する。2人は幼なじみと現在同じ学校で隣りにいる相手との関係を問い直すために悩み、ひかりをうまく慰められずにもどかしく思う英雄は、比呂への嫉妬とそれを感じてしまう自分に苦しむ。春華は3人の中学生からの因縁を傍から見ることしかできず悲しむが、比呂から今自分が高校で野球を頑張れているのは春華のおかげだと伝えられる。
そして最後の夏、千川は北東京大会で、明和一は南東京大会でそれぞれ優勝し甲子園出場（第80回全国高等学校野球選手権大会）。甲子園でも準々決勝に進出し、突破すれば準決勝で明和一との対決となる組み合わせが決まる。準々決勝は比呂の温存のため木根が先発で登板。チーム一丸でのバックアップも手伝い完投を果たして勝利する。準決勝前夜となるその夜、比呂は英雄とひかりの重大な秘密を野田の失言から不意に知ってしまう。この対戦を最後まで見届けて、自分か比呂かをもう一度選ぶように英雄がひかりに持ちかけていたのだ。試合開始時に比呂は英雄へ自分はひかりが大好きだと宣戦布告。両者ともに絶対に負けられない勝負が始まる。9回裏二死、2対0での英雄との対峙において、比呂は葛藤の末に二度と投げられないようなストレートを投げ、三振を奪う。
千川が勝利に沸き立つ中、比呂は勝利の嬉しさからではない涙をこぼす。ひかりが英雄の融通の利かないバカ正直さに惚れたことを、比呂は痛いほどに知っていた。英雄は1人海辺で悄然とするが、ひかりに見つけられ、比呂の真っ向勝負を疑ってしまい比呂にも自分にも負けたと吐露する。ひかりはそんな英雄のカギを閉めたような融通の利かなさを確認し、そのドアを開けた中にひかりの居場所があることを比呂の奪三振から教わったと英雄に伝える。比呂があえて試合前に挑発して悪役に回った理由と、終了時に涙した本当の意味を英雄は悟る。野球の勝敗にひかりとの恋愛関係を託し、負ければ身を引くつもりで自分か比呂かをもう一度選ばせようとした英雄は何もわかっていなかったのだ。ひかりは自分こそ選ぶ権利など最初からないのをわかっていなかったと語る。英雄は自分も比呂からだれよりもひかりのことが必要なのは自分だと教わったと応え、ひかりと抱き合う。一方、比呂は宿舎で仲間たちと準決勝の勝利を祝いながらも、内心の悲しみは野田に察されていた。
翌日の決勝戦当日の朝、早くに起きてきた比呂は紙飛行機を作り、同じく起きていた春華と、大リーグへ向かう比呂とスチュワーデスとなる夢を叶えた春華がともに搭乗するという冗談を交わし合い、受け入れる。決意も新たに、千川高校野球部の仲間たちを全員乗せたバスは甲子園に向かう。試合開始前の抜けるような青空の中をあの紙飛行機が風を受けて真っ直ぐに飛んでいき、登場人物たちの未来を示唆する形で物語は幕を閉じる。

## 登場人物
ここでは主要人物のみ紹介。
タイトル『H2』とは、「ヒーローふたり、ヒロインふたり」を意味する。そのうちのヒーローふたり（比呂→ヒロ→HERO、英雄→「えいゆう」→HERO）に関しては、作中でも英雄が語っている。コミックス完全版表紙には「The Highschool Days of 2 Heroes and 2 Heroines, Hiro Kunimi, Hideo Tachibana, Hikari Amamiya, Haruka Koga.」と副題が付けられている。
国見 比呂（くにみ ひろ）
千川高校3年（開始当時：千川高校1年）。投手・中堅手。右投げ・右打ち。
物語の主人公。ひかりと野田は幼なじみで、英雄・ひかり・野田とは同じ青南中学校。
中学時代から有名投手だったが、肘の故障を宣告され野球部のない千川高校に入学。誤診が判明し千川高校にて一からの甲子園出場を目指す。
橘 英雄（たちばな ひでお）
明和第一高校3年（開始当時：明和第一高校1年）。三塁手。右投げ・右打ち。
明和第一高校野球部の4番バッター。比呂の親友でライバル。
雨宮 ひかり（あまみや ひかり）
明和第一高校3年（開始当時：明和第一高校1年）。
比呂と野田の幼なじみ。中学時代に比呂の紹介で英雄と付き合うようになった。
明和第一高校では弓道部に所属しており、夏季限定で明和第一野球部にもマネージャーとして籍を置く。
古賀 春華（こが はるか）
千川高校3年（開始当時：千川高校1年）。
千川高校の野球部マネージャーで、古賀商事の社長令嬢。
高校野球の大ファンで千川高校に野球部を創設させる立役者となり、甲子園を目指すという夢を比呂に再び与えるきっかけを作る。

## 書誌情報
下記の他に、レーベル：My First WIDE版も存在する。

### 単行本
- あだち充 『H2』 小学館〈少年サンデーコミックス〉、全34巻
  1. 1993年1月15日初版第1刷発行、ISBN 4-09-123151-9
  2. 1993年3月15日初版第1刷発行、ISBN 4-09-123152-7
  3. 1993年6月15日初版第1刷発行、ISBN 4-09-123153-5
  4. 1993年8月15日初版第1刷発行、ISBN 4-09-123154-3
  5. 1993年11月15日初版第1刷発行、ISBN 4-09-123155-1
  6. 1994年1月15日初版第1刷発行、ISBN 4-09-123156-X
  7. 1994年4月15日初版第1刷発行、ISBN 4-09-123157-8
  8. 1994年6月15日初版第1刷発行、ISBN 4-09-123158-6
  9. 1994年9月15日初版第1刷発行、ISBN 4-09-123159-4
  10. 1995年1月15日初版第1刷発行、ISBN 4-09-123160-8
  11. 1995年4月15日初版第1刷発行、ISBN 4-09-123501-8
  12. 1995年7月15日初版第1刷発行、ISBN 4-09-123502-6
  13. 1995年8月15日初版第1刷発行、ISBN 4-09-123503-4
  14. 1995年9月15日初版第1刷発行、ISBN 4-09-123504-2
  15. 1996年1月15日初版第1刷発行、ISBN 4-09-123505-0
  16. 1996年5月15日初版第1刷発行、ISBN 4-09-123506-9
  17. 1996年7月15日初版第1刷発行、ISBN 4-09-123507-7
  18. 1996年10月15日初版第1刷発行、ISBN 4-09-123508-5
  19. 1997年1月15日初版第1刷発行、ISBN 4-09-123509-3
  20. 1997年4月15日初版第1刷発行、ISBN 4-09-123510-7
  21. 1997年6月15日初版第1刷発行、ISBN 4-09-125221-4
  22. 1997年9月15日初版第1刷発行、ISBN 4-09-125222-2
  23. 1997年12月15日初版第1刷発行、ISBN 4-09-125223-0
  24. 1998年3月15日初版第1刷発行、ISBN 4-09-125224-9
  25. 1998年5月15日初版第1刷発行、ISBN 4-09-125225-7
  26. 1998年8月15日初版第1刷発行、ISBN 4-09-125226-5
  27. 1998年10月15日初版第1刷発行、ISBN 4-09-125227-3
  28. 1999年1月15日初版第1刷発行、ISBN 4-09-125228-1
  29. 1999年4月15日初版第1刷発行、ISBN 4-09-125229-X
  30. 1999年7月15日初版第1刷発行、ISBN 4-09-125230-3
  31. 1999年9月15日初版第1刷発行、ISBN 4-09-125601-5
  32. 1999年11月15日初版第1刷発行、ISBN 4-09-125602-3
  33. 2000年2月15日初版第1刷発行、ISBN 4-09-125603-1
  34. 2000年4月15日初版第1刷発行、ISBN 4-09-125604-X

### ワイド版
発行日は「国立国会図書館サーチ」より引用
- あだち充 『H2』 小学館〈少年サンデーコミックスワイド版〉、全17巻
  1. 2004年9月発行、ISBN 4-09-127781-0
  2. 2004年10月発行、ISBN 4-09-127782-9
  3. 2004年11月発行、ISBN 4-09-127783-7
  4. 2004年12月発行、ISBN 4-09-127784-5
  5. 2004年12月発行、ISBN 4-09-127785-3
  6. 2005年1月発行、ISBN 4-09-127786-1
  7. 2005年1月発行、ISBN 4-09-127787-X
  8. 2005年1月発行、ISBN 4-09-127788-8
  9. 2005年2月発行、ISBN 4-09-127789-6
  10. 2005年2月発行、ISBN 4-09-127790-X
  11. 2005年2月発行、ISBN 4-09-127791-8
  12. 2005年3月発行、ISBN 4-09-127792-6
  13. 2005年3月発行、ISBN 4-09-127793-4
  14. 2005年3月発行、ISBN 4-09-127794-2
  15. 2005年4月発行、ISBN 4-09-127795-0
  16. 2005年4月発行、ISBN 4-09-127796-9
  17. 2005年4月発行、ISBN 4-09-127797-7

### 文庫版
- あだち充 『H2』 小学館〈小学館文庫〉、全20巻
  1. 2009年5月15日発売[14]、ISBN 978-4-09-193871-8
  2. 2009年5月15日発売[15]、ISBN 978-4-09-193872-5
  3. 2009年6月13日発売[16]、ISBN 978-4-09-193873-2
  4. 2009年6月13日発売[17]、ISBN 978-4-09-193874-9
  5. 2009年7月15日発売[18]、ISBN 978-4-09-193875-6
  6. 2009年7月15日発売[19]、ISBN 978-4-09-193876-3
  7. 2009年8月12日発売[20]、ISBN 978-4-09-193877-0
  8. 2009年8月12日発売[21]、ISBN 978-4-09-193878-7
  9. 2009年9月15日発売[22]、ISBN 978-4-09-193879-4
  10. 2009年9月15日発売[23]、ISBN 978-4-09-193880-0
  11. 2009年10月15日発売[24]、ISBN 978-4-09-193881-7
  12. 2009年10月15日発売[25]、ISBN 978-4-09-193882-4
  13. 2009年11月14日発売[26]、ISBN 978-4-09-193883-1
  14. 2009年11月14日発売[27]、ISBN 978-4-09-193884-8
  15. 2009年12月15日発売[28]、ISBN 978-4-09-193885-5
  16. 2009年12月15日発売[29]、ISBN 978-4-09-193886-2
  17. 2010年1月15日発売[30]、ISBN 978-4-09-193887-9
  18. 2010年1月15日発売[31]、ISBN 978-4-09-193888-6
  19. 2010年2月13日発売[32]、ISBN 978-4-09-193889-3
  20. 2010年2月13日発売[33]、ISBN 978-4-09-193890-9

## テレビアニメ
朝日放送（ABC）制作、テレビ朝日系列にて1995年6月1日から1996年3月21日まで毎週木曜19:00〜19:30に放映（以前に木曜7時枠向けに制作されたアニメ作品には『ハーイあっこです』と『クッキングパパ』があった）。
この番組終了を機に、1972年4月1日スタートの『海のトリトン』以来24年間続き、土曜夜7時枠（途中ネットチェンジがあり、TBS系列からテレビ朝日系の同時間帯に移行）→木曜夜7時30分枠（2代）→水曜夕方6時50分枠→木曜夜7時枠と渡り歩き、アニメ作品を中心に構成してきた当時間帯の朝日放送制作枠は消滅、テレビ朝日に制作枠を返上しバラエティ枠となった（現在は『ウラ撮れちゃいました』を放送中）。この枠のメインスポンサーだった日本ガス協会は、引き続きテレビ朝日制作バラエティ枠（『必撮ビデオ!!あんたが主役』と『超次元タイムボンバー』）となった後もスポンサーを継続したが、1997年4月によみうりテレビ制作・日本テレビ系の月曜19:30〜20:00のアニメ『名探偵コナン』へと移った。
2005年1月8日からドラマと連動させるように毎日放送（MBS）で17:30 - 18:00の間で再放送されていた。なお、作品中、末期に放送予定の2作は、編成の関係などで、本放送では欠番、未放送となっている。
なお､MBS等テレビ朝日系列外での再放送時では、スタッフロールや制作局表記時に「ABC」の表記を削除した素材が使われている｡
次回予告では、最後にひかりが「いい汗、流してますか？」と視聴者に問いかけるのが定番だった。
映像ソフト化については、VHS版・DVD版がリリースされたが、現在は廃盤となっており、Blu-ray版はリリースされていない。

### キャスト
- 国見 比呂 - 古本新之輔
- 橘 英雄 - 宮本充
- 雨宮 ひかり - 今村恵子
- 古賀 春華 - 鈴木真仁
- 野田 敦 - 津田健次郎
- 木根 竜太郎 - 竹中伸一、根谷美智子（小学校時代）
- 柳 守道 - 伊崎寿克
- 佐川 周二 - 檜山修之
- 古賀 富士夫 - 松本保典
- 広田 勝利 - 子安武人
- 雨宮 高明 - 飛田展男
- 国見 太郎 - 三ツ矢雄二
- 佐川 テツ - 岩永哲哉

### スタッフ[35]
- 原作：あだち充
- 企画：片岡義朗（ASATSU）、藤原正道（東宝）
- プロデューサー：藤田高一郎→小竹哲（ABC）、松下洋子、山崎立士（ASATSU）、福与雅子（東宝）、加藤博（葦プロダクション）
- シリーズ構成：桶谷顕
- キャラクターデザイン：平田智浩
- 美術監督：海野よしみ
- 撮影監督：杉浦充
- 色彩設定：河端静子→浅井聡子
- 音楽：岩代太郎（サントラ盤発売元：キングレコード）
- 音響監督：松浦典良
- アニメーションプロデューサー：釜英樹、橋本和典
- デザインワークス：大森貴弘、高木弘樹、村田俊治、松本憲生
- 編集：正木直幸
- 監督：うえだひでひと
- アニメーション制作：葦プロダクション
- 制作：朝日放送、東宝株式会社、ASATSU

### 主題歌
- オープニングテーマ
  - 1〜23話：久保田利伸『虹のグランドスラム』
  - 24〜41話：鵜島仁文『BACK TO THE GROUND』[36]
- エンディングテーマ
  - 1〜23話：西脇唯『「二人」に帰ろう』[37]
  - 24〜41話：吉村麻希『絶対会えてよかった』[38]
- 挿入歌
  - 23話：西脇唯『ゆるやかな虹のように』
  - 41話：今村恵子、古本新之輔、宮本充、鈴木真仁『虹のグランドスラム(H2メインキャラバージョン)F・O』

### ネット局
出典は1995年9月中旬 - 10月上旬時点
| 放送対象地域  | 放送局             | 系列           | ネット形態 | 備考                  |
| ------------- | ------------------ | -------------- | ---------- | --------------------- |
| 近畿広域圏    | 朝日放送           | テレビ朝日系列 | 制作局     | 現：朝日放送テレビ    |
| 関東広域圏    | テレビ朝日         | テレビ朝日系列 | 同時ネット |                       |
| 北海道        | 北海道テレビ       | テレビ朝日系列 | 同時ネット |                       |
| 青森県        | 青森朝日放送       | テレビ朝日系列 | 同時ネット |                       |
| 宮城県        | 東日本放送         | テレビ朝日系列 | 同時ネット |                       |
| 秋田県        | 秋田朝日放送       | テレビ朝日系列 | 同時ネット |                       |
| 山形県        | 山形テレビ         | テレビ朝日系列 | 同時ネット |                       |
| 福島県        | 福島放送           | テレビ朝日系列 | 同時ネット |                       |
| 新潟県        | 新潟テレビ21       | テレビ朝日系列 | 同時ネット |                       |
| 長野県        | 長野朝日放送       | テレビ朝日系列 | 同時ネット |                       |
| 静岡県        | 静岡朝日テレビ     | テレビ朝日系列 | 同時ネット |                       |
| 富山県        | チューリップテレビ | TBS系列        | 遅れネット | 金曜 16:27 - より放送 |
| 石川県        | 北陸朝日放送       | テレビ朝日系列 | 同時ネット |                       |
| 中京広域圏    | 名古屋テレビ       | テレビ朝日系列 | 同時ネット |                       |
| 広島県        | 広島ホームテレビ   | テレビ朝日系列 | 同時ネット |                       |
| 山口県        | 山口朝日放送       | テレビ朝日系列 | 同時ネット |                       |
| 香川県 岡山県 | 瀬戸内海放送       | テレビ朝日系列 | 同時ネット |                       |
| 愛媛県        | 愛媛朝日テレビ     | テレビ朝日系列 | 同時ネット |                       |
| 高知県        | テレビ高知         | TBS系列        | 遅れネット | 月曜 16:00 - 放送     |
| 福岡県        | 九州朝日放送       | テレビ朝日系列 | 同時ネット |                       |
| 長崎県        | 長崎文化放送       | テレビ朝日系列 | 同時ネット |                       |
| 熊本県        | 熊本朝日放送       | テレビ朝日系列 | 同時ネット |                       |
| 大分県        | 大分朝日放送       | テレビ朝日系列 | 同時ネット |                       |
| 宮崎県        | 宮崎放送           | TBS系列        | 遅れネット | [ 40 ]                |
| 鹿児島県      | 鹿児島放送         | テレビ朝日系列 | 同時ネット |                       |
| 沖縄県        | 琉球朝日放送       | テレビ朝日系列 | 同時ネット | 1995年10月開局から    |

### サブタイトルリスト
| 話 | 放送日         | サブタイトル                           | 脚本                       | コンテ                | 演出              | 作画監督          |
| -- | -------------- | -------------------------------------- | -------------------------- | --------------------- | ----------------- | ----------------- |
| 1  | 1995年 6月1日  | 青春=（イコール）野球ですか            | 松井亜弥                   | うえだひでひと        | 鈴木敏明          | 高木弘樹          |
| 2  | 6月8日         | めざせ両国国技館                       | 桶谷顕                     | 高橋ナオヒト 深沢幸司 | 勝亦祥視          | 深沢幸司          |
| 3  | 6月15日        | おいおいサッカー部                     | 桶谷顕                     | 安東信悦 広田正志     | 日下直義          | 新羽こういちろう  |
| 4  | 6月22日        | 野球だけは別だった                     | 岸間信明                   | 吉田浩 高橋ナオヒト   | 勝亦祥視          | 広田正志          |
| 5  | 6月29日        | 入会届が必要ですか？                   | 岸間信明                   | 高橋ナオヒト          | 安東信悦          | 千羽由利子        |
| 6  | 7月6日         | これが国見比呂だ！                     | 山下久仁明                 | 大関雅幸              | 森田風太          | 平岡正幸          |
| 7  | 7月13日        | 愛好会、やめますか？                   | 小出克彦                   | 千明孝一              | 高田淳            | 高木弘樹          |
| 8  | 7月20日        | ガラスのヒジだってさ                   | 桶谷顕                     | 吉田浩                | 日下直義          | 深沢幸司          |
| 9  | 7月27日        | 神様が見たかったんだろ                 | 岸間信明                   | 安東信悦              | 勝亦祥視          | 広田正志          |
| 10 | 8月3日         | いやな展開だな…                        | 山下久仁明                 | 安東信悦              | 安東信悦          | 千羽由利子        |
| 11 | 8月10日        | 打倒！明和第一                         | 小出克彦                   | 松浦錠平              | 杉島邦久          | 平岡正幸          |
| 12 | 8月17日        | クジ運ないのかな                       | 桶谷顕                     | 勝亦祥視 安東信悦     | 勝亦祥視          | 広田正志          |
| 13 | 8月24日        | 友達ならわかるよね                     | 岸間信明                   | 青木佐恵子            | 高田淳            | 高木弘樹          |
| 14 | 8月31日        | 二軍が出てきたぜ                       | 山下久仁明                 | 安東信悦              | 安東信悦          | 深沢幸司          |
| 15 | 9月7日         | けっこうカッコいいだろ                 | 小出克彦                   | 安東信悦              | 勝亦祥視          | 広田正志          |
| 16 | 9月14日        | 今度はハズレじゃないわよ               | 吉田玲子                   | 古川順康 高田淳       | 高田淳            | 佐藤修            |
| 17 | 9月21日        | 比呂負傷!?どうする野球愛好会           | 小出克彦                   | 清水明                | 葛谷直行          | 平岡正幸          |
| 18 | 10月5日        | 熱戦九回裏！バッターは国見…            | 桶谷顕                     | うえだひでひと        | 安東信悦 勝亦祥視 | 深沢幸司          |
| 19 | 10月5日        | 大逆転！千川野球部誕生？               | 桶谷顕                     | 日下直義 高麗了       | 青木新一郎        | 深沢幸司 進藤満尾 |
| 20 | 10月19日       | 追跡！比呂VS春華                       | 岸間信明                   | 鈴木胡擯              | 花井信也          | 今泉賢一          |
| 21 | 10月26日       | 春華とひかりと比呂の海                 | 山下久仁明                 | 高田淳                | 高田淳            | 高木弘樹          |
| 22 | 11月2日        | 代打デート・帰れない二人               | 吉田玲子                   | うえだひでひと        | 勝亦祥視          | 広田正志          |
| 23 | 11月9日        | 眠れないよ…二人だけの夜                | 小出克彦                   | 平田智浩              | 高田淳            | 平田智浩          |
| 24 | 11月16日       | それぞれの夏・花火のように             | 岸間信明                   | 吉村文宏              | 吉村文宏          | 内田裕            |
| 25 | 11月23日       | 監督決定！私が古賀富士夫です           | 桶谷顕                     | 葛谷直行              | 清水明            | 平岡正幸          |
| 26 | 11月30日       | サヨナラ先輩！涙の壮行試合             | 山下久仁明                 | 安東信悦              | 安東信悦          | 深沢幸司          |
| 27 | 12月7日        | ヒデちゃん幻のホームラン               | 吉田玲子                   | 小林哲也              | 小林哲也          | 佐藤修            |
| 28 | 12月14日       | 記念試合！危ない奴らがやって来た       | 小出克彦                   | 鈴木胡擯              | 花井信也          | 今泉賢一          |
| 29 | 12月21日       | ひかりピンチ！周二の罠!?               | 桶谷顕                     | うえだひでひと        | 高田淳            | 高木弘樹          |
| 30 | 1996年 1月11日 | ひかりのウソ比呂の涙                   | 山下久仁明                 | 安東信悦              | 勝亦祥視          | 広田正志          |
| 31 | 1月18日        | 新たなる好敵手（ライバル）！栄京・広田 | 岸間信明                   | 二見緋絽志            | 棚橋一徳          | 谷口守泰          |
| 32 | 1月25日        | 天才・橘気迫のバッターボックス         | 吉田玲子                   | 清水明                | 清水明            | 平岡正幸          |
| 33 | 2月1日         | 千川祭歓迎！栄京学園さま               | 小出克彦                   | 小林哲也              | 小林哲也          | 佐藤修            |
| 34 | 2月8日         | 真剣勝負は嫌いじゃないさ               | 桶谷顕                     | 鈴木胡擯              | 高田淳            | 岡辰也            |
| 35 | 2月22日        | 予告三振しろってか？                   | 山下久仁明                 | 安東信悦              | 安東信悦          | 深沢幸司          |
| 36 | 2月29日        | 俺のスコアブックは3対1さ               | 岸間信明                   | 棚橋一徳              | 棚橋一徳          | 谷口守泰          |
| 37 | 3月7日         | クシュン！ダンボールの中の待ちぼうけ   | 小出克彦                   | 清水明                | 清水明            | 平岡正幸          |
| 38 | 3月14日        | 初デート！これからもよろしく           | 吉田玲子                   | 高田淳                | 高田淳            | 高木弘樹          |
| 39 | 未放送         | 心のギブスがとれてねえぞ               | 桶谷顕                     | 木暮輝夫              | 宮崎一哉          | 飯野皓            |
| 40 | 未放送         | いつまでも変わらない夢                 | 桶谷顕                     | 小林哲也              | 小林哲也          | 佐藤修            |
| 41 | 3月21日        | 夏への誓いここからスタート！           | 桶谷顕 岸間信明 山下久仁明 | うえだひでひと        | 高田淳            | 平田智浩          |